# Gumbrechtshoffen
Gumbrechtshoffen là một xã trong tỉnh Bas-Rhin, thuộc vùng Grand Est của nước Pháp, có dân số là 1.226 người (thời điểm 1999).

## Thông tin nhân khẩu
| 1962  | 1968  | 1975  | 1982  | 1990  | 1999  |
| ----- | ----- | ----- | ----- | ----- | ----- |
| 1.091 | 1.092 | 1.063 | 1.098 | 1.186 | 1.226 |